# Brooke Greenberg
Brooke Greenberg (Baltimore, 8 de janeiro de 1993 - 24 de outubro de 2013) foi uma menina com uma doença raríssima, que faz com que ela, mesmo tendo atingido a idade adulta, tinha aparência física e mental, e tamanho de um bebê. Por isso, ela ganhou a alcunha de Bebê Eterno.
Sua idade óssea é estimada em 11 anos. Porém ela tem dentes de uma criança com 6 anos. Seu cérebro tem a idade de uma pessoa de 1 ano: ela reconhece os pais e as 3 irmãs, mas não consegue falar nem andar.
Apesar de ter tido um nascimento normal, os médicos e familiares só começaram a perceber que algo estava errado quando ela completou 2 anos de idade. Confusos, os doutores inicialmente apelidaram sua doença de Síndrome X.
Contudo, exames revelaram que seu desenvolvimento bizarro não é causado por nenhum tipo de efeito de síndrome ou doença genética, mas algo desconhecido. Por isso, ela vem sendo alvo de estudos de médicos que buscam descobrir alguns mistérios sobre o envelhecimento.
Outro caso emblemático atinge a norte-americana Gabrielle Williams de oito anos de idade
No Brasil, mais precisamente no interior do Ceará, existe um caso parecido ao de Brooke.